# Civil Rádió
A Civil Rádió Magyarország egyik legnagyobb nem nyereségérdekelt rádióadója volt, kb. 220 önkéntes munkatárssal és egész hetes műsorsugárzással. 1995–2019 között földfelszíni sugárzással volt jelen az éterben, 2019 végétől az interneten hallgatható. A szlogenje: A civilek hangja!

## Tevékenysége és története
A rádió önmeghatározása szerint adásaik és működési módjuk is közösségi érdekeket és formákat képviselnek: nem csak a közösségiségről szólnak, de kisebb műsorkészítő stábokban, csapatokban készítik az általuk sugárzott adásnapokat, 3-8 órás turnusokra osztva önkéntesként dolgozó munkatársaikat. Ezen a „műfajon” belül a Civil Rádió egyik legfontosabb jellemzője, hogy az országos és regionális médiumoktól eltérően, a nemzetközi és országos kérdések helyett sokkal inkább a helyi társadalom dolgaival foglalkozik, valamint önkéntesek működtetik. Műhelyük különösen nagy hangsúlyt kíván fektetni a civil társadalom, az önszerveződések budapesti jelenségeinek bemutatására, bátorítására, az ilyen törekvések nyilvánosságának és szakmai működésének segítésére. Igazolja ezt az a tény, hogy nyilvántartásuk szerint évenként 750-800 civil szervezet volt vendége a Civil Rádiónak. 
A rádiót működtető alapítványt 1993-ban alapították. Adása 1995. szeptember 1-jén indult. Kezdetben szerdától szombatig 10-22-ig sugározta műsorát a Fiksz Rádióval és a Tilos Rádióval osztott adásidőben. 2000 szeptemberétől hétfő és kedd kivételével minden nap 24 órában sugározta adását, 2006-tól pedig már hétfőre és keddre is kiterjedt a műsora. 2019. december 21-én éjfélkor, 24 év után befejezte FM sugárzását, és azóta az interneten folytatja műsorát (http://civilradio.net/). Az analóg megszűnés nyilvánvaló oka az, hogy az NMHH Médiatanácsa nem hosszabbította meg a szerződést, ezért a rádió nem sokkal a döntés után pert indított, ebben a TASZ is közreműködik.

## Főbb műsorai
Magazinműsorok
- Reggeli (Minden hétköznap 7:00 és 9:00 között) – Szabó Zoltán, Huszerl József, Rubint Dániel, Berek Péter, Szöllösi Katalin
- Reggel best of (Minden vasárnap 13:00 és 15:00 között) – Kemény Dániel
- Helyben vagyunk (Minden szerdán 10:00 és 11:00 között) – Vicsek Ferenc, Németh Tamás

- 117 perc (Minden hétköznap 16:00 és 18:00 között) – Berek Péter, Elekes Irén Borbála, Frank Iván, Dózsa Mariann, Görög Mária,  Vág András, Péterfi Ferenc, Rubint Dániel, Ruzsa Viktor, Szabó András, Tóth Mónika
- 117 perc best of (Minden vasárnap 10:00 és 12:00 között) – Kemény Dániel
- Demokrácia MOST! (Minden szerdán 19:00 és 20:00 között) – Péterfi Ferenc, Sain Mátyás
- Kapocs Ifjúságsegítő Magazin (Minden kedden 19:00 és 20:00 között) – Szabó András
- Kontingens – Közéleti Külügyi Kitekintő (Minden csütörtökön 14:00 és 15:00 között) – Tóth Mónika
- Kultúrkoktél (Minden szombaton 16:00 és 18:00 között) – Weisz Iván
- Fillagória (Minden pénteken 13:00 és 14:00 között) – Ruzsa Viktor
- Végtelen (Minden csütörtökön 19:00 és 20:00 között) – Görög Mária, Krausz Tivadar
- Orient Expressz (Minden kedden 20:00 és 21:00 között) – Salát Gergely, Szilágyi Zsolt, Günsberger Dóra, Gulyás Csenge, Szakáli Máté, Szivák Júlia

Zenei műsorok
- Hangképcsarnok (Minden hétfőn 12:00 és 13:00 között) – Géczi Gábor, Radó László
- Különóra (Minden csütörtökön 18:00 és 19:00 között) – Tóth Mónika
- Dalok Galopp (Minden hétköznap 9:00 és 10:00 között valamint minden szerdán 15:00 és 16:00 között) – Biljarszki Emil, Szabó András
- Magyar Óra (Minden pénteken 21:00 és 22:00 között) – Kemény Dániel
- Ahol zene szól... (Minden szombaton 15:00 és 16:00 között) – Herbert Veronika
- Málenkij rockot. Az orosz rock múltja és jelene (Minden pénteken 18:00 és 19:00 között) – Balogh Viktor, Radócz Zoltán, Thuróczy Gergely
- Jazzköz (Minden kedden 18:00 és 19:00 között) – Tallér Gábor
- Analóg (Minden hétfőn 15:00 és 16:00 között) – Kemény Dániel

Sportműsorok
- Zóna-élmény (Minden hétfőn 13:00 és 15:00 között) – Rubint Dániel, Sere Bence
- Civilsport (Minden csütörtökön 13:00 és 14:00 között) – Preznánszky Ditte